# Coleophora rectilineella
Coleophora rectilineella is een vlinder uit de familie kokermotten (Coleophoridae). De wetenschappelijke naam is voor het eerst geldig gepubliceerd in 1843 door Fischer v. Roslerstamm.
De soort komt voor in Europa.